# Tag des antifaschistischen Kampfes

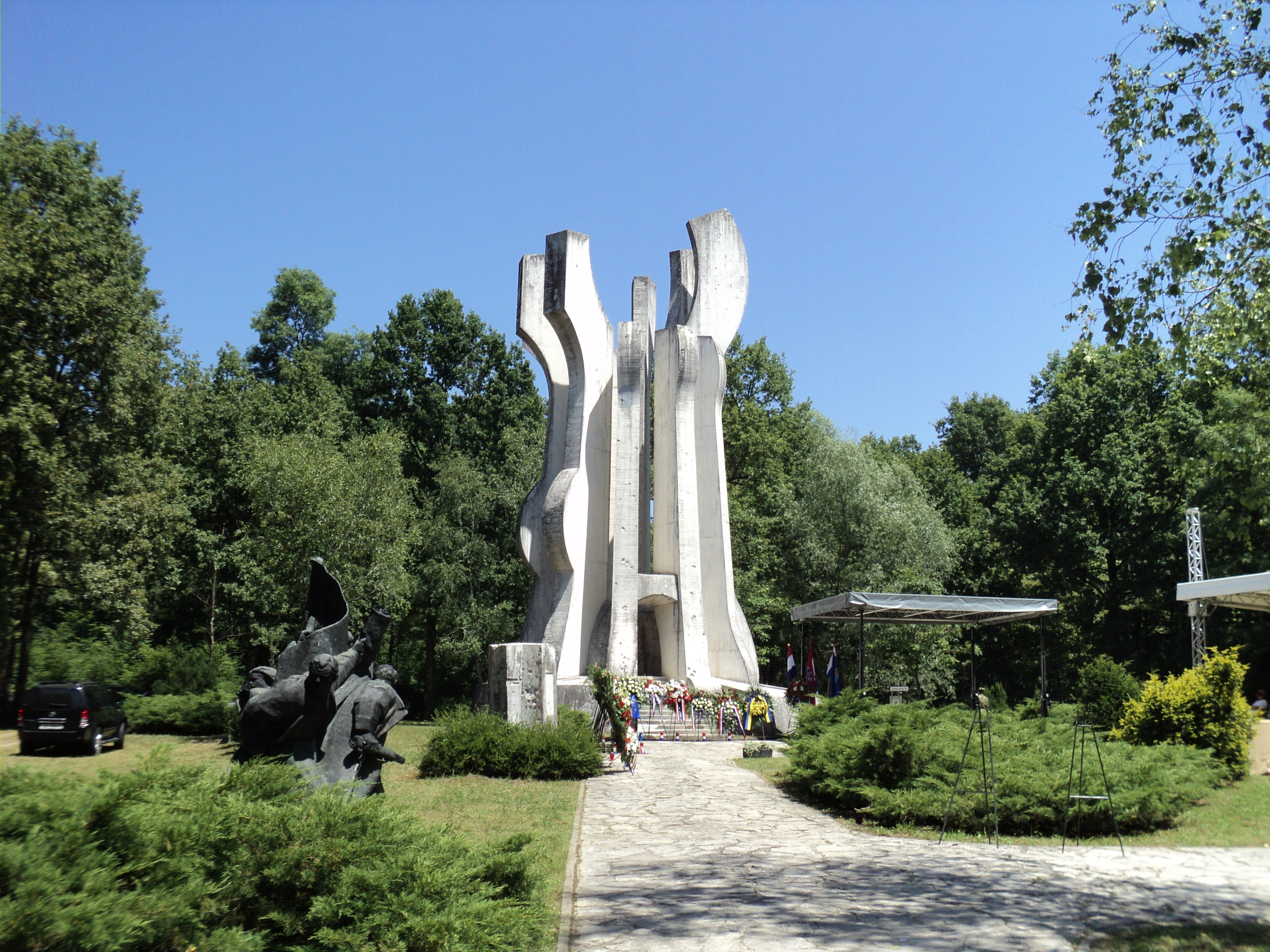
Der Brezovica-Gedenkpark bei Sisak.

Der Tag des antifaschistischen Kampfes (kroatisch Dan antifašističke borbe) wird in Kroatien am 22. Juni eines jeden Jahres als nationaler Feiertag begangen.
Er wird in Erinnerung an den 22. Juni 1941 begangen. Am Tag des deutschen Überfalls auf die Sowjetunion wurde im Wald Brezovica bei Sisak die Sisaker Partisanenabteilung gegründet. Dies war die erste antifaschistische Militäreinheit nicht nur in Kroatien, sondern auch im ganzen späteren Jugoslawien.